# Thomas Randolph (diplomate)
Thomas Randolph (Badlesmere, 1523-Londres, 8 juin 1590) est un diplomate, homme politique et ambassadeur britannique.

## Biographie
Il fait ses études à Oxford et obtient un B.A. en octobre 1545. Puis, il doit fuir l'Angleterre lors des persécutions anti-protestantes de Mary la Sanglante (1533) et se réfugie en France.
Lorsque Élisabeth Ire devient reine, il regagne le Royaume-Uni et devient ambassadeur en Germanie. Il effectue une mission en Écosse (1559-1562) puis y négocie le mariage de Marie Stuart avec Robert Dudley (1563).
En juin 1568, il est envoyé en Russie pour y établir une entente commerciale avec Ivan le Terrible. Il fait ensuite de nouvelles missions en France (1573-1576) et en Écosse (1578-1586).
Député de New Romney (1558), Maidstone (1584, 1586 et 1589), Grantham (1559) et St Ives (1558 et 1572), il devient en 1566 Postmaster General of the United Kingdom (en), et en 1572 Chambellan de l'Echiquier, postes qu'il conservera jusqu'à sa mort.
Il était inhumé à St Peter, Paul's Wharf.